# IC 226
IC 226 ist eine Spiralgalaxie vom Hubble-Typ Sa pec im Sternbild Triangulum am Nordsternhimmel. Sie ist schätzungsweise 492 Millionen Lichtjahre von der Milchstraße entfernt und hat einen Durchmesser von etwa 245.000 Lj.
Im selben Himmelsareal befindet sich u. a. die Galaxie IC 227.
Das Objekt wurde am 31. Dezember 1891 vom österreichischen Astronomen Rudolf Spitaler entdeckt.